# یولاند دونلن
یولاند دونلن (انگلیسی: Yolande Donlan؛ ۲ ژوئن ۱۹۲۰ – ۳۰ دسامبر ۲۰۱۴) هنرپیشه آمریکایی-بریتانیایی بود که به‌طور گسترده در انگلستان کار می‌کرد.
از فیلم‌ها یا برنامه‌های تلویزیونی که وی در آن نقش داشته‌است می‌توان به ماجراجویان، خردسال، هفت شب در ژاپن و ۸۰٬۰۰۰ مظنون اشاره کرد.